# Мироненко, Георгий Иванович
Георгий Иванович Мироненко — советский хозяйственный, государственный и политический деятель, Герой Социалистического Труда.

## Биография
Родился в 1912 году в станице Шкуринской. Член КПСС.
С 1930 года — на хозяйственной, общественной и политической работе. В 1930—1983 гг. — тракторист на тракторе «Фордзон», комбайнёр МТС в Краснодарском крае, ударник-стахановец, участник Великой Отечественной войны в составе полка тяжёлой артиллерии, комбайнёр Кущёвской машинно-тракторной станции Краснодарского края, неоднократный участник Всесоюзной сельскохозяйственной выставки.
Указом Президиума Верховного Совета СССР от 13 июня 1952 года присвоено звание Героя Социалистического Труда с вручением ордена Ленина и золотой медали «Серп и Молот».
Умер в Шкуринской в 1984 году. Похоронен на Новом кладбище станицы Кущёвская.